# Liste der Bane von Kroatien
Der Ban (ungarisch Bán, lateinisch Banus) war seit dem 14. Jahrhundert der höchste Repräsentant des Staates in Kroatien in Stellvertretung des außerhalb des Landes (in Ungarn bzw. Wien) residierenden Monarchen. Der Titel des Bans gilt als Bestätigung der Autonomie Kroatiens bzw. der traditionellen Autonomie des kroatischen Staates über die Jahrhunderte.
Mit der Abschaffung der historischen Provinzen im Königreich der Serben, Kroaten und Slowenen im Jahre 1921 wurde das Amt des Banus abgeschafft. 1939–1941 bestand es erneut als Oberhaupt der autonomen Banovina Kroatien (Banovina Hrvatska) innerhalb Jugoslawiens.
| Kroatische Bane | Kroatische Bane | Kroatische Bane |
| --- | --- | --- |
| Kroatien unter der Herrschaft der Könige von Ungarn (1102–1526) 1102 festigte Koloman die Herrschaft über Kroatien und Dalmatien und wurde als Herrscher von Kroatien und Dalmatien durch einen Pakt mit dem kroatischen Adel bestätigt. Kroatien wird durch einen Ban und den Sabor verwaltet.                                    | | |
| Name | Herrschaft | Anmerkungen |
| Ugra | 1102–ca. 1105 | |
| Sergije | c. 1105 | |
| Klaudije | 1116–1117 | |
| Aleksije (Alexis) oder Dominik | ca. 1130–ca. 1141 | |
| Bjeloš oder Beloš | 1142–1158 | Serbischer Prinz, Sohn von Prinz Uroš II von Raszien (von Vojislav)                                                                |
| Arpa | 1158 | |
| Bjeloš oder Beloš | 1163 | erneut |
| Ampudin | 1164–1180 | |
| Mavro oder Dionizije | ca. 1180–1183 | |
| Suban | 1183–1185 | |
| Kálán | 1190–1193 | |
| Dominik | 1193–1195 | |
| Andrija | 1198–1199 | |
| Nikola & Branko (oder Benedikt) | 1199–1200 | |
| Martin Hontpázmán | 1202–1203 | |
| Hipolit (Hippolites) | 1204 | |
| Merkurije (Mercurius) | 1205–1206 | |
| Stjepan Mihaljević | 1206–1208 | |
| Banko | 1208–1209 | |
| Berthold VII. von Andechs-Meranien | 1209–1211 | |
| Mihajlo | 1211–1213 | |
| Ðula Šikloški (Gyula von Siklós) | 1213 | |
| Ohuz oder Okić | 1214–1215 | |
| Ivan | 1215–1216 | |
| Poža | 1216–1217 | |
| Bank | 1217–1218 | |
| Ðula Šikloški (Gyula von Siklós) | 1218–1219 | erneut |
| Ohuz oder Okic | 1219–1220 | |
| Šalamon | ca. 1222–ca. 1225 | |
| Mihajlo oder Aladar | 1225 | |
| 1225–1476 war die Statthalterschaft zeitweilig in "Dalmatien und Kroatien" sowie "Ganz Slawonien" geteilt | | |
| Dionizije | 1242–1245 | |
| Ladislav von Erdelj | 1245–1248 | |
| Stjepan Gutkeled | 1248–1260 | |
| Roland I. Rátót | 1261–1269 | |
| Henrik Gising (von Heder) | 1269–1270 | |
| Joakim Pektar | 1270–1272 | |
| Matej Cak | 1272–1273 | herrschte über "Dalmatien und Kroatien"                                                                                            |
| Henrik Gising (von Heder) | 1273–1274 | erneut |
| Dioniz Babonić | 1274–1275 | |
| Toma | 1275–1276 | |
| Ivan Gising (von Heder) | 1275–1277 | |
| Stjepan Haholt | 1278 | |
| Nikola Pektar | 1278–1288 | |
| Radoslav Babonić | 1288–1290 | |
| Henrik Gising (von Heder) | 1290–1294 | erneut |
| Stjepan III. Babonić | 1294–1295 | |
| Ivan Gising (von Heder) | 1295–1299 | erneut |
| Stjepan IV. Babonić | 1299 | |
| Pavao I. Šubić von Bribir | 1301 | herrschte über "Dalmatien und Kroatien"                                                                                            |
| Henrik Gising (von Heder) | 1301–1309 | erneut |
| Stjepan IV. Babonić | 1310–1316 | erneut |
| Ivan Babonić | 1316–1323 | |
| Nikola Omedejev | 1323–1324 | herrschte über "Dalmatien und Kroatien"                                                                                            |
| Mikac Mihaljević Prodavić | 1324–1343 | |
| Nikola I. Lacković | 1342–1343 | |
| Nikola (Nikolaus, Miklós) Bánffy von Lendava | 1343–1346 | |
| Nikola Sec oder Széchy | 1346–1349 | |
| Pavao (Paul) Ugal | 1350 | |
| Stjepan I. Lacković | 1350–1352 | |
| Nikola (Nikolaus) Bánffy von Lendava | 1353–1356 | erneut |
| Leustahije Ratot | 1356–1361 | |
| Stjepan Kanižaj | 1362–1366 | |
| Nikola Sec oder Széchy | 1366–1368 | erneut |
| Mirko (Emmerich) Lacković | 1368 | |
| Petar Cudar | 1368–1380 | |
| Stjepan II. Lacković | 1371–1372 | |
| Emeryk Henrik Bebek | 1380–1383 | |
| Stjepan II. Lacković | 1382–1386 | |
| Ivan (János) Bánffy von Lendava | 1384–1385 | |
| Ivan (Johannes) von Paližna | 1386–1391 | |
| Stjepan Tvrtko I. | 1390–10. März 1391 | Erklärte sich selbst zum König von Kroatien                                                                                        |
| Ivan (Johannes) Frankopan von Krk | 1391–1393 | (1393 gestorben) |
| Nikola (Nikolaus) Gorjanski | 1397–1402 | |
| Ladislav (Ladislaus) Grdevački | 1402–1404 | |
| Pavao (Paul) Bessenyő | 1404 | |
| Pavao (Paul) Pecz | 1404–1406 | |
| Ladislav (Ladislaus) Grdevački | 1402–1404 | |
| Hermann I. (Herman I.) von Cilli/Celje | 1406–1408 | |
| Dionizije IV. Lacković | 1416–1418 | |
| David Lacković | 1416–1418 | nur Slawonien |
| Hermann I. (Herman I.) von Cilli/Celje | 1423–1435 | nur Slawonien |
| Nikola Frankopan | (gestorben 1432) | Sohn von Johannes Frankopan |
| Matko Talovac | 1435–1445 | Ban von Slawonien (seit 1436 auch Ban von Kroatien-Dalmatien)                                                                      |
| Petar Talovac | 1437–1452 | Ban von Kroatien-Dalmatien (1437–1445 zusammen mit Matko Talovac)                                                                  |
| Friedrich II. und Ulrich II. von Cilli/Celje | 1445–1454 | Nur Kroatien-Dalmatien |
| Johannes Hunyadi | 1446–1450 | Nur Kroatien-Dalmatien |
| László Hunyadi | 1454–1455 | Nur Kroatien-Dalmatien |
| Hermann II. von Cilli/Celje | 1456–1458 | (geboren ca. 1365, gestorben 1435) Sohn von Hermann I. von Cilli/Celje und Katarina Kotromanić, Tochter von Stjepan II. Kotromanić |
| co-Ban Nikola Frankopan | 1456–1458 | Sohn von Ban Nikola Frankopan. |
| Mirko (Emerik) Zapoljski (Imre Zápolyai) | 1464–1465 | |
| Ivan (Johannes) Thuz von Lak | 1466–1467 | |
| Blaž (Blasius) Madar Podmanički | 1470–1472 | |
| Damjan (Damian) Horvat | 1472–1473 | |
| Andrija (Andreas) Bánffy von Lendava | 1476–1477 | |
| Ladislav (Ladislaus) von Egervár | 1477–1481 | |
| Stephan Frankopan | (gestorben 1481) | Sohn von co-Ban Nikolaus Frankopan                                                                                                 |
| Blaž (Blasius) Madar Podmanički | 1482 | |
| Matija Gereb | 1483–1489 | |
| Ladislav (Ladislaus) von Egervár | 1489–1493 | |
| Emerik (Mirko) Derenčin (Imre Derencsény) | 1493 | bekannt von der Schlacht auf dem Krbava-Feld                                                                                       |
| Ivan (Johannes) Bot | 1493 | |
| Ladislav Kaniški (Ladislaus von Kanizsay) | 1493–1495 | |
| Herzog Ivaniš Korvin | 1495–1498 | außerehelicher Sohn des Königs Matthias Corvinus                                                                                   |
| Ðuro Kaniški (Georg von Kanizsay) | 1498–1499 | |
| Herzog Ivaniš Korvin | 1499–1504 | |
| Franjo (Franz) Balassa von Gyarmat | 1505 | |
| Andrija (Andreas) Bot | 1505–1507 | |
| Marko Mišljenović | 1506–1507 | |
| Ivan (Johannes) Ernušt von Čakovec | 1508–1509 | Mitglied der Familie Ernušt |
| Juraj Kaniški (Georg von Kanizsay) | 1508–1509 | |
| Andrija (Andreas) Bot | 1510–1511 | |
| Mirko (Emerik, Imre) Perényi | 1512–1513 | |
| Petar Berislavić | 1513–1520 | „defendor Croatiae“ – Verteidiger Kroatiens                                                                                        |
| Ivan Karlović (Joannes Torquatus) von Krbava (Corbavia) | 1521–1524 | (1531 gestorben) heiratete Jelena Zrinski, Tante von Nikola Šubić Zrinski                                                          |
| Ivan (Johannes) Tahy | 1525 | |
| Franjo (Franz I.) Baćan (Ferenc Batthyány) | 1525–1527 | |
| Die Habsburger-Dynastie herrscht über das ungarisch-kroatische Königreich (1527–1918) Die Ungarn wurden 1526 in der Schlacht bei Mohács durch die Osmanen besiegt. 1527 anerkennt der kroatische Adel Ferdinand I. von Habsburg als König von Kroatien und Ungarn als Gegenleistung für die Verteidigungsführung gegen die Türken. | | |
| Christoph (Kristof) Frankopan (Kristóf Frangépan) | 1527 | (gestorben 1527) Großenkel von Ban Stephan Frankopan                                                                               |
| Ivan Karlović (Joannes Torquatus) von Krbava (Corbavia) | 1527–1531 | (gestorben 1531) heiratete Ilona Zrinski                                                                                           |
| Simeon Erdődy mit... | 1530–1534 | |
| Louis Pekry von Petrovina | 1532–1537 | |
| Thomas Nádasdy (Tamas Nádasdy) Gegner... | 1537–1542 | |
| Petar Keglević von Bužim | 1537–1542 | |
| Nikola Šubić Zrinski | 1542–1556 | (geboren 1508, gestorben 1566) 1543 heiratete Katalin Frangepan, Tochter von Ban Christoph Frankopan                               |
| Peter II. Erdődy von Monyorókerék (Eberau) | 1557–1567 | |
| Lucas Zekel von Ormosd | 1567 | |
| Georg (Georgius oder Juraj) Drašković von Trakošćan zusammen mit... | 1567–1575 | |
| Franz Frankopan (Frangépan) von Slunj und weiters... | 1567–1573 | |
| Gašpar (Caspar) Alapić (Alapy) von Veliki Kalnik (Nagy-Kemle) | 1574–1575 | |
| Kristof Ungnad von Sonneg | 1576–1583 | |
| Toma Erdődy von Monyorókerék (Eberau) | 1583–1595 | |
| Gašpar (Caspar) Stankovački | 1595–1596 | |
| Ivan II. Drašković von Trakošćan | 1596–1606 | (* 1550, † 1613) |
| Toma Erdődy | 1608–1615 | |
| Benedikt Thuroczy | 1615–1616 | |
| Vakanz | 1616–1617 | |
| Nikolaus (Nikola) Frankopan von Trsat (Tersacz) | 1617–1622 | |
| Juraj (Georg) Zrinski (Zrínyi) | 1622–1626 | |
| Žigmund (Sigismund) Erdődy | 1627–1639 | |
| Ivan (Johannes) III. Drašković von Trakošćan | 1639–1646 | |
| Nikolaus (Nikola) Graf Zrinski | 1647–1664 | (geboren 1620, gestorben 1664) |
| Petar Graf Zrinski | 1665–1670 | |
| Nikola Erdődy | 1671–1693 | |
| Ádám II. Baćan (Batthyány) | 26. August 1693–7. September 1703 | |
| Ivan Pállfy | 24. Januar 1704–17. Februar 1732 | |
| Ivan (Johannes) V. Drašković von Trakošćan | 17. Februar 1732–4. Januar 1733 | (gestorben 1733) |
| Josip (Joseph) Eszterházy von Galanta | 13. August 1733–25. Juni 1741 | |
| György Branyng | 1741–1742 | |
| Karl Graf Batthyány (Karlo Baćan) | 16. März 1743–6. Juli 1756 | |
| Franz Leopold von Nádasdy (Franjo Leopold Nádasdy) Gegner... | 1756–1783 | |
| Franz Fauszty | 1757– ? | |
| Franjo (Franz) Eszterházy Gegner... | 1783–1785 | |
| Franjo (Franz) Széchenyi | 1783–1785 | |
| Franjo (Franz) Balassa von Gyarmat | 1785–1790 | |
| Ivan (Johannes) Erdődy | 1790–30. März 1806 | |
| Ignaz Graf Gyulay von Maros-Németh und Nádaska (Ignjat "Ignatius" Đulaj von Maros-Nemethy und Nadaška) | 1806–1831 | |
| Franjo Vlašić | 10. Februar 1832–16. Mai 1840 | |
| Juraj (Georg) Haulik von Varalaj/Varalya | 1840–16. Juni 1842 | Geschäftsführender Ban |
| Franz Graf Haller von Hallerkeö/Hallerstein | 16. Juni 1842–1845 | |
| Juraj (Georg) Haulik von Varalaj/Varalya | 1845–23. März 1848 | Geschäftsführender Ban |
| Kroatien als Habsburger-Kronland (1849–1867) Als Antwort auf die ungarische Volksrevolution erklärt Kroatien 1848 die Unabhängigkeit von Ungarn, bleibt dem Habsburger Monarchen jedoch loyal (siehe Revolution von 1848/49 im Kaisertum Österreich). Die Leibeigenschaft wird abgeschafft.                                        | | |
| Josip (Joseph) Jelačić von Bužim | 23. März 1848–19. Mai 1859 | (geboren 1801, gestorben 1859) |
| Johann Baptist Coronini-Cronberg (Ivan Coronini-Kronberg) | 28. Juli 1859–19. Juni 1860 | |
| Josip (Joseph) Šokčević | 19. Juni 1860–27. Juni 1867 | (geboren 1811, gestorben 1896) |
| Kroatien kehrt zur ungarischen Herrschaft zurück 1867 wird das Habsburgerreich als Doppelmonarchie Österreich-Ungarn rekonstituiert | | |
| Levin Rauch | 27. Juni 1867–26. Januar 1871 (geschäftsführend bis zum 8. Dezember 1868) (nach dem Österreichisch-Ungarischen Ausgleich von 1867 unter Oberhoheit der ungarischen Regierung) | (geboren 1819, gestorben 1890) |
| Banate im Königreich Ungarn 1868 wird Kroatien-Slawonien ein Banat innerhalb des ungarischen Königreichs mit beschränkter Autonomie | | |
| Koloman Bedeković | 26. Januar 1871–12. Februar 1872 | (geboren 1818, gestorben 1889) |
| Antun Vakanović | 17. Februar 1872–20. September 1873 | Geschäftsführender Ban; (geboren 1808, gestorben 1894)                                                                             |
| Ivan Mažuranić | 20. September 1873–21. Februar 1880 | (geboren 1814, gestorben 1890) |
| Ladislav Pejačević | 21. Februar 1880–4. September 1883 | (geboren 1824, gestorben 1901) |
| Hermann von Ramberg | 4. September 1883–1. Dezember 1883 | Geschäftsführender Ban; Regierungskommissar (geboren 1820, gestorben 1899)                                                         |
| Károly Khuen-Héderváry | 4. Dezember 1883–27. Juni 1903 | (geboren 1849, gestorben 1918) |
| Teodor (Theodor) Pejačević | 1. Juli 1903–26. Juni 1907 | (geboren 1855, gestorben 1928) |
| Aleksandar (Alexander) Rakodczaj | 26. Juni 1907–8. Januar 1908 | (geboren 1848, gestorben 1924) |
| Pavao (Paul) Rauch von Nyek | 8. Januar 1908–5. Februar 1910 | (geboren 1865, gestorben 1933) |
| Nikola (Nikolaus) Tomašić | 5. Februar 1910–19. Januar 1912 | (geboren 1864, gestorben 1918) |
| Slavko Cuvaj | 19. Januar 1912–21. Juli 1913 (zunächst Regierungskommissar, ab 5. April 1912 geschäftsführender Banus)                                                                       | (geboren 1851, gestorben 1931) |
| Ivan Škrlec (Johannes Skerlecz) | 21. Juli 1913–29. Juni 1917 (geschäftsführend bis zum 27. November 1913) | (geboren 1873, gestorben 1951) |
| Antun Mihalović | 29. Juni 1917–20. Januar 1919 | (geboren 1868, gestorben 1949) |
| Kroatien im Königreich der Serben, Kroaten und Slowenen (1918–1929) Nach einer kurzen Periode der Selbstherrschaft wird Kroatien Teil des Königreichs der Serben, Kroaten und Slowenen unter der Karađorđević-Dynastie. | | |
| Ivan Paleček | 20. Januar 1919– 24. November 1919 | |
| Tomislav Tomljenović | 24. November 1919–22. Februar 1920 | |
| Matko Laginja | 22. Februar 1920–11. Dezember 1920 | (geboren 1852, gestorben 1930) |
| Teodor Bošnjak | 23. Dezember 1920–2. März 1921 | geschäftsführender Ban |
| Tomislav Tomljenović | 2. März 1921–3. Juli 1921 | letzter kroatischer Ban |

| Kroatien im Königreich Jugoslawien (1929–1939) 1929 wurde der Staat durch eine neue Verfassung in das Königreich Jugoslawien umbenannt. Kroatien wurde in mehrere Banschaften (Provinzen) unterteilt. |                         |                               |                               |
| Bane der Banschaft Save | Bane der Banschaft Save | Bane der Banschaft Küstenland | Bane der Banschaft Küstenland |
| Name | Amtszeit                | Name                          | Amtszeit                      |
| Josip Silović | 3. Oktober 1929–19..    | Ivo Tartaglia                 | 1929–1932                     |
| Ivo N. Perović | 19..–1935               | Josip Jablanović              | 1932–1938                     |
| Marko Kostrenčić | 1935–1936               | Mirko Buić                    | 1938–1939                     |
| Viktor Ružić | 1936–26. August 1939    |                               |                               |

| Die Banschaft Kroatien (1939–1941) Mit beschränkter Autonomie. Innerhalb des Königreiches Jugoslawien geschaffen. |            |                                                                          |
| Name | Herrschaft | Anmerkungen                                                              |
| Ivan Šubašić | 1939–1941  | blieb nominell als Teil der jugoslawischen Exilregierung bis 1944 im Amt |

## Weblink
- Liste der Bane von Kroatien